# Elvis Amoroso
Elvis Eduardo Hidrobo Amoroso (Cagua, Aragua, 4 de agosto de 1963) es un político y abogado venezolano. El 23 de octubre de 2018, Amoroso fue designado por la Asamblea Nacional Constituyente de Venezuela de 2017 como contralor general de Venezuela. También es presidente del Consejo Moral Republicano. El 24 de agosto de 2023, fue designado por la Asamblea Nacional de Venezuela como rector principal y presidente del Consejo Nacional Electoral.
Fue militante de los partidos La Causa R (1993-1997), Patria Para Todos (1997-2000) y el Movimiento V República (2000-2007), desde donde pasó a formar parte del Partido Socialista Unido de Venezuela (PSUV). En agosto de 2017, fue elegido primer vicepresidente de la Asamblea Nacional Constituyente hasta finales de octubre del mismo año, pasando a ser su segundo vicepresidente, cargo que ejercería durante un año. También se desempeñó como diputado al Congreso por La Causa R y PPT, y luego en la Asamblea Nacional por el PSUV.

## Trayectoria política

### Diputado
En las elecciones parlamentarias de 1993 fue elegido diputado al Congreso de la República de La Causa Radical por el circuito 2 del estado Aragua dentro de la IX Legislatura. Fue reelegido en 1998 con el apoyo del Movimiento Quinta República (MVR) y Patria Para Todos (PPT).

### Secretario de la Comisión Legislativa Nacional
Se desempeñó como secretario de la Comisión Legislativa Nacional de 2000, donde Alejandro Andrade se desempeñó como subsecretario.

### Diputado
Fue miembro del grupo parlamentario de 2002 Grupo Boston y diputado de la Asamblea Nacional desde 2000 del por el partido Movimiento V República y posteriormente por el Partido Socialista Unido de Venezuela (PSUV) hasta el 2015 (I, II y III Legislatura), donde sirvió como presidente de la Comisión Permanente de Política Interior de la Asamblea en 2012. En julio de 2011 es nombrado Coordinador Regional, adscrito a la Oficina Regional Indepabis-Aragua.
En 2015 se postuló como magistrado del Tribunal Supremo de Justicia (TSJ) luego de perder la reelección en las elecciones parlamentarias del 6 de diciembre. Sin embargo, la constitución venezolana y la Ley Orgánica del Tribunal Supremo de Justicia establecen que para ser magistrado el abogado debe tener al menos 15 años en el ejercicio del derecho, requisito que Amoroso no cumplía porque egresó como abogado en la Universidad Bicentenaria de Aragua en 2006.

### Miembro de la ANC
Amoroso fue elegido primer vicepresidente de la Asamblea Nacional Constituyente de 2017 desde el 18 de agosto hasta el 27 de octubre del mismo año cuando es designado segundo vicepresidente.

### Contralor general
Amoroso fue designado por la ANC como contralor general de la República de Venezuela el 23 de octubre de 2018. Fue responsable de la inhabilitación política de María Corina Machado.

### Presidente del CNE
El 24 de agosto del 2023 Amoroso fue designado por la Asamblea Nacional de Venezuela como rector principal y presidente del Consejo Nacional Electoral, estando al frente de la organización de las elecciones presidenciales de 2024 y las parlamentarias, regionales y municipales de 2025.

## Sanciones internacionales
El 7 de noviembre de 2017 el Departamento del Tesoro sancionó a funcionarios del Gobierno venezolano, entre los cuales se mencionaba a Elvis Amoroso. El 13 de mayo de 2024 la Unión Europea retira temporalmente las sanciones al actual presidente del Consejo Nacional Electoral Elvis Amoroso, funcionario venezolano hasta el 10 de enero de 2025.

## Vida personal
Su hijo Elvis Junior es Secretario Permanente (encargado) del Consejo de Ministros de Venezuela. En 2023 su hijo Jesús Hidobro "el duke" (cantante) fue víctima de una mala praxis médica, por la cual fueron detenidos un médicos y un anestesiólogo como presuntos responsables.